# Liste der Banken in Kroatien
Dies ist eine Liste der Banken in Kroatien mit Stand 30. Juni 2006.
| Nr. | Institut                                               | Bilanzsumme in Tausend Kuna | Bruttogewinn vor Steuern in Tausend Kuna | Grundkapital in Tausend Kuna |
| --- | ------------------------------------------------------ | --------------------------- | ---------------------------------------- | ---------------------------- |
| 1.  | Zagrebačka banka d.d. (Zaba)                           | 66.187.318                  | 467.444                                  | 6.008.766                    |
| 2.  | Privredna banka Zagreb d.d.                            | 50.534.671                  | 519.557                                  | 4.370.887                    |
| 3.  | Erste & Steiermärkische Bank d.d.                      | 32.764.352                  | 207.253                                  | 1.730.994                    |
| 4.  | Raiffeisenbank Austria (RBA) d.d.                      | 29.824.663                  | 251.256                                  | 2.909.363                    |
| 5.  | Splitska banka d.d.                                    | 24.406.431                  | 153.686                                  | 1.688.030                    |
| 6.  | Hypo Alpe-Adria-Bank d.d. (seit 2016 Addiko Bank d.d.) | 20.307.673                  | 117.798                                  | 2.149.455                    |
| 7.  | Hrvatska poštanska banka d.d.                          | 10.130.582                  | 67.458                                   | 731.196                      |
| 8.  | OTP banka Hrvatska d.d.                                | 9.258.780                   | 64.990                                   | 688.028                      |
| 9.  | Slavonska banka d.d.                                   | 8.217.867                   | 40.536                                   | 1.040.042                    |
| 10. | Volksbank d.d.                                         | 4.872.298                   | 14.797                                   | 435.837                      |
| 11. | Međimurska banka d.d.                                  | 2.297.879                   | 22.912                                   | 207.305                      |
| 12. | Podravska banka d.d.                                   | 1.875.821                   | 6.689                                    | 164.513                      |
| 13. | Istarska kreditna banka Umag d.d.                      | 1.741.124                   | 11.902                                   | 136.856                      |
| 14. | Jadranska banka d.d.                                   | 1.675.642                   | 10.046                                   | 180.278                      |
| 15. | Croatia banka d.d.                                     | 1.440.506                   | 584                                      | 148.216                      |
| 16. | Karlovačka banka d.d.                                  | 1.227.342                   | 5.106                                    | 77.373                       |
| 17. | Banka Sonic d.d.                                       | 1.054.117                   | 7.809                                    | 78.533                       |
| 18. | Credo banka d.d.                                       | 1.027.169                   | 1.759                                    | 80.154                       |
| 19. | Partner banka d.d.                                     | 948.706                     | 14.529                                   | 139.911                      |
| 20. | Štedbanka d.d.                                         | 940.919                     | 32.374                                   | 232.111                      |
| 21. | Kreditna banka Zagreb d.d.                             | 894.194                     | 11.731                                   | 143.594                      |
| 22. | Centar banka d.d.                                      | 893.268                     | 4.528                                    | 161.114                      |
| 23. | Slatinska banka d.d.                                   | 881.381                     | 6.919                                    | 131.771                      |
| 24. | Banka Kovanica d.d.                                    | 788.919                     | 942                                      | 52.021                       |
| 25. | Imex banka d.d.                                        | 631.682                     | 4.452                                    | 69.824                       |
| 26. | Varaždinska banka (VABA) d.d.                          | 617.060                     | −839                                     | 61.563                       |
| 27. | Nava banka d.d.                                        | 421.144                     | 1.799                                    | 86.466                       |
| 28. | Kvarner banka d.d.                                     | 396.634                     | 3.525                                    | 69.066                       |
| 29. | Požeška banka d.d.                                     | 356.883                     | −1.251                                   | 10.780                       |
| 30. | Gospodarsko-kreditna banka d.d.                        | 344.577                     | 8.863                                    | 90.871                       |
| 31. | Samoborska banka d.d.                                  | 325.466                     | 1.808                                    | 67.097                       |
| 32. | Banka Brod d.d.                                        | 222.560                     | 3.161                                    | 41.983                       |
| 33. | Splitsko-dalmatinska banka d.d.                        | 155.967                     | 1.326                                    | 43.200                       |
| 34. | Primorska banka d.d.                                   | 111.216                     | −1.487                                   | 40.987                       |